# Aphalara itadori
Aphalara itadori, é uma espécie de psílido de Japão que se alimenta de Fallopia japonica.
Tem sido autorizada pelo Governo do Reino Unido para o controle biológico de Fallopia japonica em Inglaterra, esta é a primeira vez que o controle biológico de malezas tem sido sancionado na União Europeia.
O nome específico provem de Itadori ( 虎杖,イタドリ? ) , o nome japonês para Aphalara itadori.